# Tito Júlio Prisco
Tito Júlio Prisco (em latim: Titus Julius Priscus; m. 250) foi um oficial romano de meados do século III. Governador da Trácia sob Décio (r. 249–251), quando Filipópolis foi cercada pelos godos de Cniva em 250, foi nomeado imperador pelas tropas da cidade para que pudesse negociar termos com os invasores. Apesar de ser declarado inimigo público pelo senado, Prisco conseguiu oferecer a rendição, que os bárbaros concordaram. Porém, após adentrarem na mesma, a saquearam. Nada mais se sabe sobre ele, sendo provável que o assassinaram. Pensa-se que a História Augusta confunde sua revolta com aquela de Júlio Valente Liciniano.